# Legge dei volumi di combinazione
La legge dei volumi di combinazione, o legge dei volumi di combinazione di Gay-Lussac, formulata da Joseph Louis Gay-Lussac nel 1808, afferma che quando due sostanze gassose si combinano tra loro, per dare origine a una nuova sostanza gassosa, a temperatura e pressione costante, i volumi dei reagenti hanno un rapporto esprimibile con numeri interi, razionali e semplici.

## Storia
Gay-Lussac ha iniziato a elaborare la sua teoria proponendo che il volume di un gas fosse un assimilabile a un cubetto e che due blocchi di gas equivalessero a due cubetti. Poiché non conosceva ancora il concetto di molecola, le somme che otteneva non corrispondevano sempre alla realtà; riusciva infatti a dimostrare la sua teoria solamente in alcuni casi, senza poter dare una spiegazione per le altre situazioni.

Un suo contemporaneo, Amedeo Avogadro, intuisce e propone l'esistenza della molecola, esponendo la teoria secondo la quale "Volumi uguali di gas diversi, nelle stesse condizioni di temperatura e pressione, contengono lo stesso numero di molecole".

Grazie a questa intuizione dell'italiano, Gay-Lussac capisce che i volumi dei gas si combinano secondo un rapporto dato da numeri costanti piccoli e interi,  basandosi sui recenti avanzamenti delle conoscenze chimiche introdotte con la legge di Proust e la legge di conservazione della massa.

## Esempi
- Facendo reagire (a temperatura e pressione costante) un litro di idrogeno gassoso (H2) e un litro di cloro gassoso (Cl2) si ottengono due litri di acido cloridrico gassoso (HCl); in questo caso i volumi dei reagenti stanno in rapporto 1:1.
- Facendo reagire (a temperatura e pressione costante) due litri di idrogeno gassoso (H2) e un litro di ossigeno gassoso (O2) si ottengono due litri di acqua allo stato gassoso (H2O); in questo caso i volumi dei reagenti stanno in rapporto 2:1.
- Facendo reagire (a temperatura e pressione costante) tre litri di idrogeno gassoso (H2) e un litro di azoto gassoso (N2) si ottengono due litri di ammoniaca allo stato gassoso (NH3); in questo caso i volumi dei reagenti stanno in rapporto 3:1.

In tutti i casi precedenti si può notare che sia il numero di litri di reagenti sia il numero di litri di prodotti stanno tra loro secondo rapporti di numeri interi e piccoli; i rapporti ottenuti non variano al variare del numero di litri ottenuti. Ad esempio, per ottenere 0,3 litri di HCl bisogna fare reagire (a temperatura e pressione costante) 0,15 litri di idrogeno gassoso (H2) e 0,15 litri di cloro gassoso (Cl2), per cui i volumi dei reagenti stanno sempre in rapporto 1:1.